# لوسیا ترانیسا
لوسیا ترانیسا (انگلیسی: Lucia Traversa؛ زادهٔ ۳۱ مهٔ ۱۹۶۵) ورزشکار شمشیربازی اهل ایتالیا است.
وی در مسابقات کشوری و بین‌المللی در مجموع برندهٔ ۱ مدال نقره شده‌است.